# Pišťucha černolící
Pišťucha černolící (Ochotona curzoniae) je savec z čeledi pišťuchovití.

## Popis
Váží 0,1 až 0,2 kg a měří 12 až 25 cm. Pohlavně dospívá v osmi měsících. Samice je březí 21 až 24 dní. Samice v létě rodí každé tři týdny. Má 1 až 8 mláďat, obvykle 6, odstavena jsou ve 21 dnech. Dožívá se až 2,5 roku. Živí se trávou, bylinami, květy a semeny v zimě senem. Dělá si zásoby na drsnou zimu. Vyskytuje se ve velkých nadmořských výškách, obývá stepi a louky na Tibetské náhorní plošině.